# Bridges (album)
Bridges – szósty album autorski polskiego skrzypka jazzowego Adama Bałdycha nagrany we współpracy z norweskim zespołem Helge Lien Trio. Ukazał się 28 sierpnia 2015 wydany przez niemiecką firmę fonograficzną ACT Records. Jazz przeplata się tu z elementami folku i współczesnej muzyki pop. Na albumie znajduje się interpretacja utworu "Teardrop" grupy Massive Attack.

## Lista utworów
Kompozycje: (1) Adam Bałdych i Helge Lien Trio, (2) - (10) Adam Bałdych, (11) Robert Del Naja, Grantley Marshall, Andrew Vowles, Elizabeth Fraser.
| 1.  | "Bridges"     | 3:28  |
|     |               |       |
| 2.  | "Polesie"     | 4:53  |
|     |               |       |
| 3.  | "Mosaic"      | 7:26  |
|     |               |       |
| 4.  | "Riese"       | 5:58  |
|     |               |       |
| 5.  | "Dreamer"     | 4:31  |
|     |               |       |
| 6.  | "Requiem"     | 3:41  |
|     |               |       |
| 7.  | "Karina"      | 5:14  |
|     |               |       |
| 8.  | "Missing You" | 5:06  |
|     |               |       |
| 9.  | "Up"          | 4:25  |
|     |               |       |
| 10. | "Lovers"      | 5:35  |
|     |               |       |
| 11. | "Teardrop"    | 4:18  |
|     |               |       |
|     |               | 54:35 |
|     |               |       |

## Twórcy
- Adam Bałdych - skrzypce
- Helge Lien - fortepian
- Frode Berg - kontrabas
- Per Oddvar Johansen - perkusja
- aranżacje - Adam Bałdych (poza: "Mosaic" i "Lovers" - Krzysztof Herdzin, "Bridges" i "Teardrop" - Adam Bałdych & Helge Lien Trio)
- nagrywanie, miks i mastering - Klaus Scheuermann

## Nagrody i wyróżnienia
- "Najlepsze płyty jazzowe i okołojazzowe 2015 roku" według portalu Jazzsoul.pl: miejsce 8.[4]